# Andrzej Wróblewski (piłkarz)
Andrzej Wróblewski (ur. 4 lipca 1959 w Kłobucku) – polski piłkarz grający na pozycji obrońcy, trener piłkarski.

## Kariera
Karierę piłkarską Wróblewski rozpoczął w klubie LZS Waleńczów. Grał w nim w sezonie 1972/1973. Następnie w 1973 roku został piłkarzem Znicza Kłobuck, a w 1980 roku przeszedł do Rakowa Częstochowa. W barwach Rakowa wywalczył w sezonie 1993/1994 awans z drugiej ligi do pierwszej. Swój debiut w ekstraklasie zaliczył 30 lipca 1994 w przegranym 2:6 wyjazdowym meczu z Olimpią Poznań. Zarówno w sezonie 1994/1995, jak i sezonach 1995/1996 oraz 1996/1997 utrzymał się z Rakowem w pierwszej lidze. W barwach Rakowa wystąpił w ponad 500 meczach.
W 1997 roku Wróblewski przeszedł do drugoligowego Ruchu Radzionków. W sezonie 1997/1998 awansował z Ruchem z drugiej do pierwszej ligi. W klubie z Radzionkowa występował do końca sezonu 1999/2000. W 2000 roku wrócił do Znicza Kłobuck, a w 2001 roku zakończył w nim w swoją karierę.
Ogółem w polskiej ekstraklasie Wróblewski rozegrał 122 mecze.
W 2021 r. został wybrany przez redakcję portalu igol.pl oraz kibiców do jedenastki stulecia Rakowa.

## Sukcesy

### Klubowe

#### Raków Częstochowa
- Wicemistrzostwo grupy III ligiː 1980/1981
- Mistrzostwo grupy III ligiː 1989/1990
- Mistrzostwo grupy II ligiː 1993/1994

#### Ruch Radzionków
- Mistrzostwo grupy II ligiː 1997/1998